# Нога (Цхалтубский муниципалитет)
Нога (груз. ნოღა) — село в Грузии, на территории Цхалтубского муниципалитета края (мхаре) Имеретия.

## География
Село находится в западной части Грузии, на левом берегу реки Риони, на расстоянии 35 километров к востоку от города Цхалтубо, административного центра муниципалитета. Абсолютная высота — 194 метра над уровнем моря.

## Население
По результатам официальной переписи населения 2014 года, в Ноге проживало 68 человек (29 мужчин и 39 женщин). В национальной структуре населения грузины составляли 100 %.
| Год  | Население, человек |
| ---- | ------------------ |
| 2002 | 89                 |
| 2014 | ↘ 68               |